# 布干维尔政党列表
布干维尔政党列表列出仅在巴布亚新几内亚布干维尔自治区辖区内运作的政党。

## 列表

### 现存
- 布干维尔工党（英语：Bougainville Labour Party）[1][2]
- 布干维尔人民联盟党（英语：Bougainville People's Alliance Party）[3]
- 新布干维尔党（英语：New Bougainville Party）[4][5]

## 已解散
- 布干维尔独立运动（英语：Bougainville Independence Movement）
- 布干维尔人民大会（英语：Bougainville People's Congress）
- 布干维尔群岛团结党